# 松村修己
松村 修己（まつむら しゅうき、1883年（明治16年）3月26日 - 1937年（昭和12年）2月6日）は、大日本帝国陸軍軍人。最終階級は陸軍中将。

## 経歴
1883年（明治16年）に高知県で生まれた。陸軍士官学校第16期卒業。1928年（昭和3年）8月10日に陸軍砲兵大佐進級と同時に野砲兵第24連隊長に着任。1931年（昭和6年）8月に陸軍野戦砲兵学校研究部主事に転じ、1932年（昭和7年）8月8日に陸軍野戦砲兵学校教官を経て、12月7日に澎湖島要塞司令官に就任した。
1933年（昭和8年）3月に陸軍少将に進級し、1934年（昭和9年）8月に陸軍砲工学校砲兵科長に就任。1936年（昭和11年）3月7日に下関要塞司令官に転じ、12月1日に陸軍中将に進級。1937年（昭和12年）2月6日に死去。